# Altruisme efficace
L'altruisme efficace (en anglais : effective altruism) est un ensemble d’idées autour desquelles s'est constitué un mouvement social né à la fin des années 2000, qui vise à adopter une démarche analytique afin d’identifier les meilleurs moyens d’avoir un impact positif sur le monde,.
L’altruisme efficace se distingue notamment par la volonté d’évaluer de manière rigoureuse les différentes actions que l’on peut entreprendre, sans se restreindre à une cause prédéterminée, et en prenant en compte le fait que nous avons des ressources limitées à notre disposition (telles que les moyens financiers, le temps, les compétences). De ce fait, l’altruisme efficace nous invite à prioriser les interventions altruistes possibles et, de manière plus générale, les problèmes globaux sur lesquels concentrer nos efforts.
Des personnalités impliquées dans le mouvement sont le philosophe Peter Singer et le cofondateur de Facebook Dustin Moskovitz. En France, le scientifique et moine bouddhiste Matthieu Ricard a témoigné son soutien lors du lancement de l'association Altruisme Efficace France.
L'altruisme efficace a fait l'objet d'une attention publique importante à la suite de la banqueroute de la plateforme de cryptomonnaie FTX dirigée par Sam Bankman-Fried. Celle-ci était liée à la FTX Foundation, qui a financé de nombreuses organisations liées à l'altruisme efficace.

## Histoire du mouvement

### Émergence du mouvement
À partir de la fin des années 2000, plusieurs organisations centrées sur des préoccupations altruistes et rationalistes émergent dans le monde anglo-saxon,:
- En 2007, Holden Karnofsky et Elie Hassenfeld fondent GiveWell[12], un évaluateur d’impact d’organisations caritatives. En 2011, GiveWell annonce la création de GiveWell Labs, plus tard renommé Open Philanthropy, qui se focalise sur la recherche et le financement de causes variées[13],[14].
- En 2009, Toby Ord et William MacAskill créent l’association Giving What We Can (GWWC)[10], une organisation internationale regroupant des personnes décidées à donner au moins 10 % de leur revenu à des ONG considérées comme les plus efficaces. En novembre 2009, GWWC comptait déjà 64 donateurs qui s’engagent à donner plus de 20 millions de dollars[15].
- En 2011, afin d’étendre la réflexion sur les meilleures manières d’agir de manière altruiste aux choix de carrière professionnelle, MacAskill cofonde avec Benjamin Todd l’organisation 80 000 Hours[16],[10]. Cette dernière fournit conseils et soutiens pour avoir un meilleur impact altruiste via sa carrière. L’année suivante, 80 000 Hours se dote d’une équipe salariée à plein temps[17].
- Le MIRI (anciennement Singularity Institute) effectue depuis 2005 de la recherche sur la sécurité de l'intelligence artificielle. Depuis 2009, le forum LessWrong est un lieu de discussion sur des sujets comme la philosophie, l’économie, ou l’intelligence artificielle[18].

L’année 2011 est d’autant plus centrale dans la structuration du mouvement qu’elle voit la création du Centre for Effective Altruism (CEA), organisation parapluie rassemblant Giving What We Can et 80 000 Hours. La création du CEA consacre l’expression «effective altruism» à l’issue d’un vote organisé par les directeurs de GWWC et 80 000 Hours,. Le CEA organise des rassemblements globaux d’altruistes efficaces depuis 2013: les Effective Altruism Global (EAG).
À partir de 2012, les organisations se réclamant de l’altruisme efficace se multiplient. Une division de 80 000 Hours, Effective Animal Activism, est créée pour intégrer des réflexions sur le bien-être animal. Elle prend son indépendance un an plus tard pour devenir Animal Charity Evaluators en 2013. La même année, le site web The Life You Can Save (TLYCS) est créé pour mettre en application les idées développées par le philosophe utilitariste et antispéciste australien Peter Singer dans son ouvrage éponyme.

### Expansion en France et dans le reste du monde
Pour faire suite à ses livres en éthique appliquée comme Famine, Richesse et Moralité (1972), La Libération animale (1975), et The Life You Can Save (2009), Peter Singer publie L'Altruisme efficace en 2015. La même année, le philosophe écossais William MacAskill publie Doing Good Better: How Effective Altruism Can Help You Make a Difference,,. En 2018, le site d'information américain Vox a lancé sa section Future Perfect, dirigée par le journaliste Dylan Matthews, qui publie des articles et des podcasts sur « la recherche des meilleures façons de faire le bien »,. En 2020, le philosophe australien Toby Ord publie The Precipice: Existential Risk and the Future of Humanity, tandis que MacAskill publie What We Owe the Future en 2022.
En parallèle, depuis le début des années 2010, les groupes locaux (aussi appelés chapters) liés à l’altruisme efficace se multiplient. D’abord apparus dans les universités britanniques et américaines, ceux-ci sont désormais présents sur tous les continents. Il existe aujourd’hui plus de 200 groupes locaux référencés.
En France, la première association se réclamant de l’altruisme efficace est créée en 2015 à Sciences Po Paris. L’association Altruisme Efficace France naît en 2016 et constitue l’un des premiers groupes nationaux. Elle dispose donc d’un spectre d’actions plus large que les groupes locaux et universitaires antérieurement créés. L’association travaille à diffuser les idées de l’altruisme efficace en France, où elles sont encore peu connues, et coordonne les groupes locaux et universitaires français.

## Philosophie

### Impartialité
L’altruisme efficace rejette l'idée que certaines vies ont intrinsèquement plus de valeur que d'autres. Par exemple, on considère au sein de l’altruisme efficace que la vie d'une personne dans un pays éloigné a une valeur égale à une personne dans sa propre communauté. Comme le note Peter Singer :

« Cela ne fait aucune différence morale, que la personne que je peux aider soit l’enfant du voisin qui vit à dix mètres de chez moi, ou un Bengali dont je ne connaîtrai peut-être jamais le nom. […] Le point de vue moral requiert que nous regardions au-delà des intérêts de notre propre société. Auparavant, […] c’était difficilement faisable, mais c’est assez faisable maintenant. D’un point de vue moral, le fait d’éviter que des millions de gens à l’extérieur de notre société meurent de faim doit être considéré comme quelque chose d’au moins aussi urgent que le respect des normes de propriété à l’intérieur de notre société. »

Quand il s’agit d’impartialité morale, une question essentielle est : quels êtres méritent une considération morale ? Certains altruistes efficace pensent que, indépendamment de l'espèce de chaque individu, des intérêts égaux devraient mener à une égale considération morale. Ils travaillent donc à prévenir les souffrances animales, telles que celles causées par l'élevage industriel. Par ailleurs, la plupart des altruistes efficaces considèrent que les personnes futures ont une valeur morale égale à celle des personnes actuellement vivantes, même s’il reste des débats sur la faisabilité d’influencer le futur à long terme,.

### Priorisation des causes
Un aspect clé de l’altruisme efficace est la priorisation des causes. La priorisation des causes se base sur le concept de neutralité envers les causes : l’idée que les ressources devraient être distribuées aux causes en fonction de ce qui a le plus grand bénéfice pour autrui, peu importe l’identité de la personne qui en bénéficie ou la façon dont elle est aidée. L’altruisme efficace se différencie en cela d’autres mouvements caritatifs : même si les organisations caritatives étudient de plus en plus leur propre efficacité, elles le font en général au sein d'une cause déjà choisie, comme l'éducation ou le changement climatique,.
Pour évaluer les causes auxquelles prêter attention, les organisations au sein de l’altruisme efficace utilisent généralement la méthodologie Ampleur-Solubilité-Délaissement(en anglais ITN : impact, tractability, neglectedness) qui évalue les causes selon trois critères :
- Ampleur : quelle est l’ampleur du problème, en termes d’échelle (il touche beaucoup d’individus) et de gravité (les individus touchés sont très affectés par ce problème).
- Solubilité : quelle fraction du problème serait résolue si des ressources supplémentaires y étaient dédiées ?
- Délaissement: un problème sur lequel des ressources et de l’attention sont déjà concentrées a de fortes chances de moins bénéficier de ressources supplémentaires, comparé à un problème délaissé sur lequel très peu de ressources sont concentrées.

Pour prioriser les causes, il est souvent nécessaire d’analyser des données existantes, de comparer le résultat d’une action avec ce qui serait arrivé sans cette action (raisonnement contrefactuel), et de savoir identifier et quantifier l’incertitude,. Etant donnée la difficulté de la tâche, plusieurs organisations se sont spécialisées dans la recherche sur l'identification des causes prioritaires.
La pratique d’« évaluation des causes et bénéficiaires » a été critiquée par Ken Berger et Robert Penna de Charity Navigator, qui l’accusent d’être « moraliste, dans le pire sens du terme » ainsi qu’« élitiste ». William MacAskill défend le choix de faire de telles comparaisons en concluant qu’elles sont difficiles et parfois impossibles, mais souvent nécessaires. Il argue qu’une forme d’élitisme plus pernicieuse est de donner à des institutions telles que des galeries d’art plutôt qu’à d’autres organisations caritatives. Ian David Moss a suggéré que la critique de la priorisation des causes peut être résolue par ce qu’il appelle un « altruisme efficace spécifique à un domaine », qui encourage à « suivre les principes de l’altruisme efficace dans un seul domaine d’intérêt, tel qu’une cause spécifique ou une zone géographique », et qui résoudrait ainsi le conflit entre les perspectives locales et globales de certains donateurs.

### Efficacité
Le don efficace est un des éléments importants de l'altruisme efficace. Certains organismes caritatifs ou certaines actions sont beaucoup plus efficaces que d'autres. Parmi les organisations menant des actions aux impacts positifs, certaines obtiennent beaucoup plus de résultats avec moins d'argent,.
Une illustration classique est celle comparant l'efficacité d'actions contre la cécité. Le coût pour former un chien guide d'aveugle aux États-Unis est de 42 000 $ alors que le coût d'une opération chirurgicale pour corriger la trichiasis, une inflexion des cils vers l'œil qui provoque la cécité, est de 40 $ dans les pays en développement. Cette opération est sans risque et fonctionne dans 80 % des cas de trichiasis. Ainsi, la vue peut être restaurée à 840 personnes pour le coût d'un chien-guide.
L'une des principales méthodes pour calculer l'impact d'actions caritatives est l'essai randomisé contrôlé, qui permet d'identifier l'impact d'un programme social en évitant les biais de sélection ainsi qu'un certain nombre de facteurs de confusion. Par exemple, des essais randomisés contrôlés conduits par J-PAL ont démontré l'efficacité des traitements vermifuges de masse pour favoriser l'éducation dans certains pays en développement.
Appliqué à des interventions caritatives, le rapport coût-efficacité se réfère à la quantité de bien obtenue par unité d'argent ou de temps investie. Par exemple, le rapport coût-efficacité des interventions de santé peut être mesuré en années de vie pondérées par la qualité (QALY) ou en espérance de vie corrigée de l'incapacité (DALY). Le DALY est utilisé par l'OMS pour évaluer des systèmes de santé, et dans certaines publications telles que la Charge mondiale de morbidité.
Traditionnellement, les évaluations d'organisations caritatives se concentrent sur la minimisation des coûts administratifs en proportion du coût d'un programme. Les altruistes efficaces rejettent cette méthode de mesure, qu'ils considèrent simpliste et erronée,. Les altruistes efficaces préfèrent mesurer les résultats obtenus par unité de ressource investie, quelle que soit la part de coûts administratifs. De plus, Dan Pallotta explique que les organisations caritatives devraient être encouragées à investir plus dans les collectes de fonds, si cet investissement leur permet d'augmenter leurs revenus et de consacrer une somme plus importante à leurs actions caritatives. Une étude de Dean Karlan atteste même que « les organisations caritatives les plus efficaces dépensent une plus grande part de leur budget sur les coûts administratifs que leur concurrentes moins efficaces », vraisemblablement car les coûts d’administration peuvent servir à conduire des analyses pour déterminer quelles activités menées par l'organisation sont les plus efficaces. Ainsi, les dépenses administratives peuvent contribuer à diriger les ressources vers les meilleures activités.

### Raisonnement contre-factuel
Les altruistes efficaces soutiennent que le raisonnement contre-factuel est important pour déterminer la façon de maximiser leur impact positif. Beaucoup de personnes supposent que la meilleure façon d'aider les autres est par des méthodes directes, comme travailler pour une organisation caritative, ou fournir des services sociaux,. Mais puisque les organisations caritatives trouvent en général suffisamment de candidats prêts à travailler pour elles, travailler pour une telle organisation revient à remplacer le deuxième meilleur candidat, qui aurait été embauché à la place. Ainsi, choisir une carrière altruiste classique peut avoir un impact bien plus faible que ce que nous aurions intuitivement pensé.
La stratégie de gagner-pour-donner est proposée comme une stratégie possible parmi d'autres pour les altruistes efficaces. Cette stratégie consiste à choisir de travailler dans les carrières à forte rémunération, dans le but explicite de donner de grandes sommes d'argent aux organisations caritatives les plus efficaces. Certains altruistes efficaces ont fait valoir que le deuxième meilleur candidat pour une carrière très lucrative a peu de chances de faire des dons importants. Ainsi, l'impact contrafactuel des dons est important. L'impact contrafactuel des actes potentiellement contraires à l'éthique dans une telle carrière lucrative serait faible, car le prochain candidat les aurait commis,.
Certains, cependant, contestent ce principe. Par exemple, Bernard Williams utilise un exemple similaire, au sujet d'un emploi dans une usine d'armes chimiques, afin d'argumenter contre ce type de raisonnement contrafactuel. Selon Williams, le conséquentialisme exige que l'on agisse d'une manière qui viole notre propre intégrité.

### Vues sur les actes surérogatoires
Plusieurs philosophes influents de l'altruisme efficace, y compris Peter Singer et Peter Unger, rejettent la croyance commune que le don à la charité serait surérogatoire. Un acte surérogatoire est celui qui est bon, mais pas moralement nécessaire (par exemple : donner à manger aux oiseaux).
Ces philosophes soutiennent que de s'abstenir d'aider les personnes les plus pauvres est une faute morale. Les altruistes efficaces ne rejettent pas nécessairement l'existence d'actes surérogatoires, mais sont susceptibles de nier le caractère surérogatoire de certains actes. Singer utilise une expérience de pensée pour illustrer cette idée: « Si, en allant travailler, vous passez devant un étang peu profond dans lequel un enfant est en train de se noyer, il est très probable que vous vous arrêtiez et salissiez votre beau costume pour aller le sauver. Alors, pourquoi ne pas faire la même chose pour un enfant loin de vous en train de mourir de faim, par exemple en donnant l’argent du costume en question à une organisation humanitaire ? ». Cet argument suppose que la distance physique n'affecte pas la moralité d'une action, un principe clé de l'altruisme efficace.

### Coût personnel de l'acte de charité
L'altruisme efficace nous pousse à faire don à la charité même si cela empêche l'exercice de nos passions, ce qui peut signifier un coût conséquent pour soi. Pour le justifier, Peter Unger, repris par Peter Singer, utilise l'argument de la Bugatti: « Bob approche de la retraite. Il a investi la plupart de ses économies dans une vieille voiture très rare et précieuse, une Bugatti, qu'il n'a pas pu assurer. La Bugatti est sa fierté et sa joie. En plus du plaisir qu'il éprouve à conduire et à prendre soin de sa voiture, Bob sait que sa valeur marchande croissante signifie qu'il pourra toujours la vendre et vivre confortablement après sa retraite. Un jour, quand Bob est parti en voiture, il gare la Bugatti près de l'extrémité d'une voie de chemin de fer et se promène sur la voie ferrée. Ce faisant, il voit qu'un train en fuite, sans personne à bord, roule sur la voie ferrée. En regardant plus loin sur la piste, il voit la petite silhouette d'un enfant très susceptible d'être tué par le train en fuite. Il ne peut pas arrêter le train et l'enfant est trop loin pour l'avertir du danger, mais il peut actionner un interrupteur qui détournera le train du côté de la voie où sa Bugatti est garée. Alors personne ne sera tué - mais le train détruira sa Bugatti. En pensant à sa joie de posséder la voiture et à la sécurité financière qu'elle représente, Bob décide de ne pas lancer l'interrupteur, et l'enfant est tué. Pendant les années à venir, Bob aime posséder sa Bugatti et la sécurité financière qu'elle représente. » Il semblerait que nous soyons en désaccord avec la décision de Bob. Or, il est probable que pour le prix d'une Bugatti, nous puissions sauver la vie de plus d'une personne en faisant acte de charité. Ainsi, selon ces philosophes, nous avons l'obligation d'effectuer ce sacrifice personnel.

## Comportements

### Dons
Donner de l’argent à des organisations caritatives est une façon simple de contribuer à une cause et permet plus de flexibilité que les dons de temps comme le bénévolat. Selon une conception répandue dans l’altruisme efficace, chaque habitant des pays à hauts revenus a une grande opportunité d’aider car il fait partie des individus les plus riches au sein de la population mondiale. Lorsqu’elle est allouée à des organisations efficaces, cette richesse relative procure une aide importante.
Certaines organisations rattachées à l’altruisme efficace se consacrent à la recherche des causes les plus prometteuses auxquelles donner, en basant leurs recommandations sur des raisonnement rigoureusement argumentés et corroborés par des études scientifiques, notamment par des essais contrôles randomisés.
Pour simplifier les dons de particuliers auprès d’organismes les plus efficaces, l’Effective Altruism Funds permet de donner à quatre causes : la santé globale et le développement économique, le bien-être animal, le futur lointain et la diffusion des idées de l’altruisme efficace. Une fois un don effectué par un particulier, des experts dans ces domaines déterminent quelles organisations caritatives utiliseront le plus efficacement les fonds collectés.
Givewell, un autre organisme lié à l’altruisme efficace, mène des recherches quantitatives sur les organisations relatives à la santé et à la pauvreté mondiales, afin d’orienter les dons vers les plus performantes. Animal Charity Evaluators remplit une fonction similaire pour les organismes voués au bien-être animal.
Une autre source de recommandations de dons est fournie par la liste des organisations bénéficiaires de subventions d'Open Philanthropy, un grand bailleur de fonds qui utilise les principes de l’altruisme efficace pour trouver des opportunités de dons prometteuses.
Afin d’inciter les particuliers à donner, Giving What We Can (et « Mieux donner » en France) propose à chacun de s’engager publiquement à donner au moins 10 % de ses revenus. En 2025, plus de 9 900 personnes se sont engagées, représentant plus de 310 millions de dollars donnés.
The Life You Can Save propose de faire une promesse similaire de reverser au moins 1 % de son revenu annuel aux organisations luttant contre les effets de l'extrême pauvreté.
The Founders Pledge, gérée par l’organisation à but non-lucratif Founders Forum for Good, invite les fondateurs de start-ups à s’engager juridiquement à donner au moins 2 % de leurs recettes personnelles à une organisation caritative au cas où ils vendraient leur entreprise. En janvier 2019, trois ans après le lancement, plus de 1 400 entrepreneurs se sont engagés pour une valeur totale estimée à 700 millions de dollars sur la base des capitaux propres des fondateurs et de l'évaluation des entreprises, et au moins 91 millions de dollars ont été collectés.

### Choix de carrière
Le choix de sa carrière est considéré au sein de l’altruisme efficace comme une des contributions les plus impactante dans la vie d’une personne, à la fois de manière directe (en travaillant sur des sujets utiles pour la société) et de manière indirecte (en reversant l’argent gagné de manière bénéfique).
80,000 Hours est une organisation fondée par les philosophes William MacAskill et Benjamin Todd qui effectue des recherches sur les carrières à fort impact social et en tire des recommandations. L’organisme considère que pour avoir un impact important avec sa carrière, il est judicieux de travailler sur les problèmes où des efforts supplémentaires sont susceptibles d’aider le plus, même si ces problèmes ne sont pas nécessairement les plus importants ou les plus connus : cela inclut les risques catastrophiques d’ampleur mondiale, l’amélioration de la prise de décision institutionnelle, la santé dans les pays pauvres ou la lutte contre l’élevage industriel.
Une autre stratégie pour avoir un impact positif majeur consiste en ce qu’on appelle gagner pour donner. Cela revient à choisir de travailler dans des carrières très rémunératrices et de donner des sommes importantes pour financer des causes prioritaires. Selon MacAskill, il pourrait même être pertinent d’entreprendre des carrières controversées moralement, dans la mesure où l’impact marginal de travailler sur un sujet non éthique est faible tandis que l’impact des donations opérées grâce à cet emploi est large. Toutefois, même dans cette perspective, les carrières qui provoquent des dommages directs sont souvent porteuses d’autres conséquences négatives difficiles à prévoir ; de plus travailler avec des personnes vénales pour des raisons égoïstes pourrait rendre les altruistes efficaces moins généreux à terme.

### Créer des organisations efficaces
Certains altruistes efficaces créent des organisations à but lucratif ou non lucratif pour mettre en œuvre des actions efficaces et peu coûteuses pour faire le bien. En ce qui concerne les organisations à but non lucratif, Michael Kremer et Rachel Glennerster ont mené des essais contrôlés randomisés au Kenya pour trouver le meilleur moyen d'améliorer les résultats scolaires des élèves. Ils ont essayé de nouveaux manuels scolaires et des paperboards, ainsi que des classes plus petites, mais ont constaté que la seule intervention qui permettait d'améliorer la fréquentation scolaire était le traitement des vers intestinaux chez les enfants. Sur la base de leurs conclusions, ils ont lancé l'initiative Deworm the World. De 2013 à août 2022, GiveWell a désigné Deworm the World comme l'une des meilleures organisations caritatives sur la base de son évaluation selon laquelle la vermifugation à grande échelle est « généralement très rentable ». Cependant, il existe une grande incertitude quant aux avantages des programmes de vermifugation de masse, certaines études ayant trouvé des effets à long terme et d'autres non. Le Happier Lives Institute a mené des recherches sur l'efficacité des thérapies cognitivo-comportementales (TCC) dans les pays en développement. Canopie développe une application qui propose une thérapie cognitivo-comportementale aux femmes enceintes ou en post-partum. Giving Green analyse et classe les interventions climatiques en fonction de leur efficacité, ; la Fish Welfare Initiative travaille à l'amélioration du bien-être des animaux dans la pêche et l'aquaculture ; et le Lead Exposure Elimination Project travaille à la réduction du saturnisme dans les pays en développement.

### Changement incrémental et changement systémique
Si l'altruisme efficace s'est d'abord concentré sur des stratégies directes telles que les interventions sanitaires et les transferts d'argent, des réformes sociales, économiques et politiques plus structurelles ont également attiré l'attention. Mathew Snow a écrit dans Jacobin que l'altruisme efficace « implore les individus d'utiliser leur argent pour procurer des biens de première nécessité à ceux qui en ont désespérément besoin, mais ne dit rien sur le système qui détermine comment ces biens de première nécessité sont produits et distribués en premier lieu ». La philosophe Amia Srinivasan a critiqué le livre Doing Good Better de William MacAskill pour son manque apparent de couverture des inégalités et de l'oppression dans le monde, tout en notant que l'altruisme efficace est en principe ouvert à tous les moyens de faire le bien qui sont les plus efficaces, y compris le plaidoyer politique visant à un changement systémique. Judith Lichtenberg, dans The New Republic, a déclaré que les altruistes efficaces « négligent le type de changement structurel et politique qui est en fin de compte nécessaire ». Un article de The Ecologist publié en 2016 a soutenu que l'altruisme efficace est une tentative apolitique de résoudre des problèmes politiques, décrivant le concept comme « pseudo-scientifique ».
Des arguments ont été avancés selon lesquels les mouvements axés sur le changement systémique ou institutionnel sont compatibles avec l'altruisme efficace,,. La philosophe Elizabeth Ashford affirme que les gens sont obligés de faire des dons à des organisations caritatives efficaces et de réformer les structures qui sont responsables de la pauvreté. Open Philanthropy a accordé des subventions à des actions de plaidoyer progressistes dans des domaines tels que la justice pénale,,, la stabilisation économique, la lutte contre le changement climatique et la réforme du logement,, bien que le succès des réformes politiques soit considéré comme « très incertain ».

## Causes prioritaires
L'altruisme efficace est en théorie disposé à aider n'importe quelle cause tant qu'elle permet d'avoir le plus grand impact positif possible,. De nombreux altruistes efficaces considèrent actuellement comme prioritaires : l’extrême pauvreté, la souffrance des animaux dans les élevages industriels, et la prise en compte des risques catastrophiques,,,.

### Santé mondiale et développement
La lutte contre la pauvreté dans le monde est la préoccupation principale de plusieurs des organisations associées à l'altruisme efficace.
L'évaluateur d’associations caritatives GiveWell a été fondé en 2007 par Holden Karnofsky et Elie Hassenfeld dans le cadre de la lutte contre la pauvreté,. GiveWell défend que les donations ont un impact positif maximal quand elles sont dirigées vers la lutte contre la pauvreté à travers le monde, et plus particulièrement contre les maladies dans les pays en développement. Ses recommandations sont donc tournées vers ce domaine, incluant des associations de lutte contre le paludisme (Against Malaria Foundation et le Malaria Consortium), des organismes qui se concentrent sur la vermifugation (Schistosomiasis Control Initiative et Deworm the World Initiative), et l'organisation GiveDirectly qui met en place des transferts d'argent directs et sans condition vers des familles pauvres de pays en développement,,.
L’organisation The Life You Can Save, née du livre éponyme de Peter Singer, œuvre également à lutter contre la pauvreté dans le monde en faisant la promotion d’associations aux méthodes à l’efficacité prouvée, en éduquant à la philanthropie et en influençant la culture du don dans les pays développés,.
Bien que le mouvement de l'altruisme efficace se soit d'abord concentré sur des stratégies directes telles que l'accès aux soins médicaux et les transferts d'argents, il s'est aussi intéressé à des réformes systémiques sociales, économiques et politiques plus larges, afin de faciliter une lutte plus large contre la pauvreté.

### Bien-être animal
Beaucoup d'altruistes efficaces pensent que la réduction de la souffrance animale devrait être une priorité, et qu'il existe actuellement des moyens efficaces et peu coûteux d'agir,,,.
Peter Singer cite des estimations de l'Organisation des Nations unies pour l'alimentation et l'agriculture et de l’association britannique Fishcount, d'après lesquelles 60 milliards d'animaux terrestres sont abattus, et 1000 à 2700 milliards de poissons sont tués chaque année pour la consommation humaine,,. Il soutient que les activistes de la cause animale devraient faire de l'élevage industriel une priorité, par rapport à des causes plus populaires telles que le bien-être des animaux de compagnie. Singer déclare aussi que dès lors qu'on attribue à des animaux d'élevage comme les poulets un minimum de conscience, les efforts consacrés à la réduction de l'élevage industriel (par exemple la réduction de la consommation de viande) pourraient être un moyen encore plus efficace et peu coûteux de réduire la quantité totale de souffrance dans le monde, par rapport à la lutte contre la pauvreté.
Un certain nombre d'organisations à but non lucratif ont été créées pour adopter une approche altruiste efficace en matière de bien-être animal. Animal Charity Evaluators (ACE) évalue les organisations caritatives de protection des animaux en fonction de leur efficacité et de leur transparence, en particulier celles qui s'attaquent à l'élevage industriel,. Parmi les autres initiatives en faveur des animaux affiliées à l'altruisme efficace, citons le travail d'Animal Ethics et de Wild Animal Initiative sur la souffrance des animaux sauvages,, la lutte contre la souffrance des animaux d'élevage grâce à la viande cultivée et l'élargissement du cercle des préoccupations morales afin que les gens se soucient davantage de toutes sortes d'animaux,,. Faunalytics se concentre sur la recherche en matière de bien-être animal,. Le Sentience Institute est un groupe de réflexion fondé pour élargir notre cercle moral à d'autres espèces,. En France, l'association L214 lutte contre l'élevage industriel notamment en diffusant des vidéos tournées dans des abattoirs,. L’association Agriculture Cellulaire France vise à promouvoir le développement de l’agriculture cellulaire en partageant de l’information sur le sujet et mettant en lien différents acteurs voulant contribuer à l’essor de ce secteur.

### Futur à long terme et risques catastrophiques globaux
Une des particularités de la communauté de l’altruisme efficace est qu’elle accorde de l’importance aux êtres qui pourront vivre dans le futur à long terme,. En particulier, les long-termistes estiment que le bien-être des individus futurs est tout aussi important que le bien-être des individus actuels, et qu’ils doivent investir leurs efforts pour s’occuper de ces générations futures. Toby Ord a déclaré que « les gens du futur pourraient être encore plus impuissants à se protéger des risques que nous imposons que les dépossédés de notre propre époque ».
La communauté altruiste efficace prend donc au sérieux les risques de destruction de la majeure partie de l’humanité (« risques catastrophiques »), ainsi que les risques d’extinction totale de l’humanité ou de futurs indésirables (« risques existentiels »), lesquels peuvent inclure des scénarios de souffrance astronomique.
Parmi les risques catastrophiques et existentiels, la communauté altruiste efficace se concentre sur ceux qui sont les plus négligés. On retrouve dans cette catégorie :
- le risque biologique, c’est-à-dire une pandémie causée par un pathogène d’origine naturelle ou artificielle (création accidentelle ou délibérée)[148],[149] ;
- les effets extrêmes du changement climatique, par exemple dans le cadre des scénarios pessimistes des modèles climatiques[150] ;
- le risque de conflit nucléaire[151] ;
- le risque lié à l’intelligence artificielle, notamment les problèmes posés par des agents autonomes optimisant un objectif imparfait[152],[153].

D’autres candidats, tels que la plupart des catastrophes naturelles, ou les scénarios non-extrêmes des modèles climatiques, reçoivent un intérêt moindre de la communauté altruiste efficace, car considérés comme moins probables, et/ou mobilisant déjà d’importantes ressources pour leur prévention.

### Autres causes et recherche sur les causes prioritaires
La recherche sur les causes prioritaires est elle-même une cause prioritaire au sein de l'altruisme efficace. L'altruisme efficace n'étant pas intrinsèquement plus favorable à une cause ou une autre, l'accent est mis sur une évaluation objective des différentes causes pour permettre de diriger des ressources vers les causes qui conduiront à un impact positif maximal. C’est dans cette lignée qu’en 2011, GiveWell a annoncé la création de GiveWell Labs, plus tard renommé Open Philanthropy, qui se focalise sur la recherche et le financement de causes plus variées et plus spéculatives, telles que la réforme des politiques publiques, la réduction des risques catastrophiques et la recherche scientifique,.

## Organisations
Un certain nombre d'organisations travaillent dans le domaine de l'altruisme efficace. On compte notamment :
- GiveWell[158], un organisme indépendant d'évaluation d'organisations caritatives.
- Giving What We Can[159], une société internationale pour la promotion des organismes de bienfaisance de secours de la pauvreté les plus rentables. Il étudie les plupart des organismes rentables, encourage les dons intelligents et construit une communauté de gens qui donnent une proportion importante de leurs revenus aux causes les plus rentables.
- Animal Charity Evaluators[160], une association à but non lucratif destinée à la recherche et la promotion de méthodes efficaces pour améliorer la vie des animaux.
- Charity Science[161], un organisme de bienfaisance qui récolte des fonds pour des organisations caritatives recommandées par GiveWell.
- The Life You Can Save[162], un mouvement qui prône la lutte contre l'extrême pauvreté en donnant aux organismes de bienfaisance très efficaces. Il a été lancé par le philosophe Peter Singer à la suite de la publication de son livre.
- 80,000 Hours[163], un service d'orientation professionnelle éthique pour ceux qui souhaitent utiliser leur carrière pour avoir un impact positif dans le monde.

En France, l'organisation Altruisme Efficace France a pour mission de faire connaître l'altruisme efficace auprès du public francophone et de faciliter l’orientation de ressources vers les actions altruistes les plus bénéfiques.

## Critiques

### Illégitimité des comparaisons entre les causes
La méthodologie qui sous-tend l’altruisme efficace implique de prioriser les causes, au motif que les ressources disponibles sont limitées et que la quantité de bien doit être maximisée. Certaines causes devraient donc être abandonnées si elles concernent moins d’individus, ou si le préjudice subi est moins grave, afin de consacrer davantage de ressources aux causes jugées prioritaires.
Ken Berger et Robert Penna de Charity Navigator, une organisation évaluant des associations caritatives, condamnent la pratique consistant à « mettre en balance les causes et les bénéficiaires les uns contre les autres », la qualifiant de « moraliste, au pire sens du terme ». Cette priorisation peut aboutir à une non-assistance instrumentale, c’est-à-dire à recommander de ne pas venir en aide à des individus en besoin dans le but d’en aider un plus grand nombre d'une autre manière. Le blogueur Scott Alexander, dans un article publié sur le site LessWrong en 2010, rappelle que, par exemple, selon les estimations de GiveWell à cette époque, il est moins cher de protéger un enfant du paludisme que de sauver un enfant risquant de mourir de diarrhée. L’auteur en conclut que « donner à une organisation luttant contre le paludisme plutôt qu’à une organisation luttant contre la diarrhée est la bonne réponse, à moins que le critère qui vous guide ne soit pas celui de l’aide apportée aux enfants ». Les enfants risquant de mourir de diarrhée sont désignés comme ceux qu’il est préférable de négliger.
En réponse à cet argument, les membres de la communauté altruiste efficace arguent, d’abord, qu’il est toujours préférable d’aider les enfants risquant de mourir de diarrhée plutôt que de ne rien faire. Surtout, affirment-ils, mettre en œuvre une action altruiste suppose nécessairement de faire un choix et de renoncer à mettre en œuvre d’autres actions possibles. Il est donc impossible d’échapper à cette mise en balance des bénéficiaires et des actions.

### Biais en faveur des interventions mesurables
Les essais contrôlés randomisés occupaient originellement une grande place dans l’évaluation des actions par les altruistes efficaces. Pascal-Emmanuel Gobry, membre du think tank conservateur Ethics and Public Policy Center, met en garde sur l’« effet Réverbère » : certains domaines, tels que la recherche médicale ou l'aide à la réforme de la gouvernance des pays en développement, ont un rapport coût-efficacité difficile à mesurer par des essais contrôlés. Ils risquent donc d'être sous-évalués par le mouvement de l'altruisme efficace faute de données, indépendamment de leur efficacité réelle. Jennifer Rubenstein, professeur spécialisée en théorie politique, émet elle aussi l’hypothèse d'un altruisme efficace pouvant être biaisé en défaveur des causes difficiles à mesurer. La mesurabilité du bonheur est aussi débattue.
Certains au sein de l’altruisme efficace défendent que des réformes structurelles, telles que celles permettant le développement économique, sont efficaces mais négligées par le mouvement, car difficilement testables par des essais contrôlés randomisés.
On peut cependant noter que le mouvement de l’altruisme efficace se tourne également vers des causes qui sont difficilement mesurables, comme celle des risques existentiels. La critique selon laquelle l’altruisme efficace serait biaisé en faveur des interventions mesurables serait donc circonscrite au domaine de la pauvreté globale.

### Absence de réforme structurelle
Des critiques reprochent à l'altruisme efficace de tendre à ne pas soutenir des causes politiques telles que l'anticapitalisme qui modifient « l'ordre institutionnel mondial existant ». Joshua Kissel a répondu que l'anticapitalisme était compatible avec l'altruisme efficace en théorie. Et selon Brian Berkey, le soutien au changement d'institutions telles que le capitalisme ne contredit pas les principes de l'altruisme efficace, qui est ouvert à toute action, si elle a le plus grand impact positif sur le monde. Pour Elizabeth Ashford, nous sommes tenus, d'une part de faire des dons à des organisations caritatives efficaces, et d'autre part de contribuer à réformer les structures responsables de la pauvreté. Amia Srinivasan, philosophe et professeure à l’université d’Oxford, dénonce l'individualiste de l’altruisme efficace qui ne considère que l’action d’individus autonomes sur le monde, en négligeant les opportunités d’actions communautaires ou à l'échelle d’une classe sociale ; cependant, de nombreuses actions financées par des organisations se réclamant de l’altruisme efficace encouragent des réformes systémiques telles que celles liées aux politiques d’incarcération, d’attributions de terres agricoles, d’immigration, ou l’amélioration des procédures de décision ou des méthodes d’élection.

### Gagner pour donner
Une grande partie de la controverse sur l'altruisme efficace provient de l'idée qu'il peut être éthique de prendre une carrière à haut gain dans une industrie potentiellement contraire à l'éthique si cela permet de donner plus d'argent. David Brooks, chroniqueur pour The New York Times, a critiqué les altruistes efficaces qui adoptent la stratégie du gagner-pour-donner, c'est-à-dire le fait de choisir une carrière à hauts revenus afin de donner plus. La plupart des personnes travaillant dans la finance et d'autres industries bien rémunérées y travailleraient pour des raisons égoïstes, et au contact de ces personnes, les altruistes efficaces pourraient devenir moins altruistes. Certains altruistes efficaces mentionnent également cette possibilité, et visent à réduire ce risque à travers les communautés de personnes gagnant pour donner, ou en s'engageant publiquement à donner.

### Autres critiques
- En 2015, Pascal-Emmanuel Gobry affirme, dans The Week, : « L'altruisme efficace […] ne représente pas un « regard objectif » sur la valeur de la philanthropie. Il s'agit d'une méthode reposant sur de nombreux présupposés philosophiques. Et cela est très bien, tant que tout le monde en est conscient. »[179]

En 2015, la Boston Review a publié un débat entre Peter Singer et douze répondants sur le thème de l'altruisme efficace. L’économiste Daron Acemoglu y affirme que « quand des services importants que l'on attend d'un État sont pris en charge par d'autres entités, il peut devenir plus difficile de construire une relation de confiance entre les citoyens et l'État. »
En 2019, l'investisseur et entrepreneur Sam Bankman-Fried, fondateur de la plateforme centralisée d'échange de cryptomonnaies FTX, s'est associé au mouvement de l'altruisme efficace, annonçant que son objectif était de « donner autant qu'[il] le peut ». Bankman-Fried a fondé le FTX Future Fund, qui a fait appel à MacAskill comme l'un de ses conseillers, et dont le Centre for Effective Altruism de MacAskill a reçu une subvention de 13,9 millions de dollars. Après la faillite de la société fin 2022, la relation entre Bankman-Fried et l'altruisme efficace a été remise en question en tant que stratégie de relations publiques,, tandis que ces liens ont été préjudiciables à la réputation du mouvement,,,. Certains journalistes se sont demandé si le mouvement altruiste efficace n'était pas « complice » de la faillite de FTX,. Cependant, plusieurs leaders du mouvement de l'altruisme efficace, dont William MacAskill et Robert Wiblin, ont condamné les actions de FTX. MacAskill a souligné que l'obtention de bonnes conséquences ne justifiait pas la violation des droits ou le sacrifice de l'intégrité.
En 2022, le philosophe Daniel Kokotajlo (aussi connu pour son travail sur les risques liés à l'IA générale), dans le cadre de son doctorat à l'Université de Caroline du Nord à Chapel Hill a co-écrit avec Alexandra Oprea (de l'Australian National University) un article intitulé « Counterproductive Altruism : The Other Heavy Tail ». Il y estime que la philosophie de l'altruisme efficace (EA) comporte un biais, car dans ses analyses statistiques basés sur le concept de « queue lourde » (ou « distribution à queue lourde », Heavy Tail Hypothesis ou HTH pour les anglophones), la théorie de l'altruisme efficace se focalise sur l'ampleur et la portée des effets secondaires « positifs » induits, mais on devrait accorder la même valeur aux arguments quand ils plaident pour l'induction d'un effet négatif, car si, quand et où certaines interventions ciblées selon les règles de l'altrusime efficace s'avèrent contre-productives, elles peuvent alors causer des dommages considérablement plus importants que d'autres. L'intégration de cette perspective a des implications majeures pour la recherche sur l'efficacité des actions altruistes, la priorisation des causes à financer et l'évaluation des interventions altruistes.